# Алишићи
Алишићи су насељено мјесто у граду Приједор, Република Српска, БиХ. Према попису становништва из 1991. у насељу је живјело 263 становника.

## Становништво
| Демографија | Демографија | Демографија |
| Година      | Становника  | Становника  |
| ----------- | ----------- | ----------- |
| 1961.       | 226         |             |
| 1971.       | 228         |             |
| 1981.       | 251         |             |
| 1991.       | 263         |             |